# NGC 1627
NGC 1627 је спирална галаксија у сазвежђу Еридан која се налази на NGC листи објеката дубоког неба.
Деклинација објекта је - 4° 53' 17" а ректасцензија 4h 37m 37,9s. Привидна величина (магнитуда) објекта NGC 1627 износи 13,0 а фотографска магнитуда 13,7. NGC 1627 је још познат и под ознакама MCG -1-12-40, IRAS 04351-0459, PGC 15675.